# Polyrhachis leonidas
Polyrhachis leonidas är en myrart som beskrevs av Auguste-Henri Forel 1901. Polyrhachis leonidas ingår i släktet Polyrhachis och familjen myror. Inga underarter finns listade i Catalogue of Life.